# Syneches pulliginis
Syneches pulliginis är en tvåvingeart som beskrevs av Collin 1941. Syneches pulliginis ingår i släktet Syneches och familjen puckeldansflugor. Inga underarter finns listade i Catalogue of Life.